# William Speechly
William Grove Speechly (Pilot Mound, Manitoba, 1906. július 5. – Winnipeg, Manitoba,  1982. július) Európa-bajnoki bronzérmes kanadai-brit jégkorongozó, olimpikon.
Mint akkoriban sok brit jégkorongozó, ő is kanadai származású volt.
Az 1928. évi téli olimpiai játékok részt vett a jégkorongtornán, a brit válogatottban. 4 mérkőzésen játszott és nem ütött gólt. Összesítésben a 4. helyen végeztek. Ez az olimpia Európa-bajnokságnak is számított, így Európa-bajnoki bronzérmesek lettek.
Klubcsapata az Cambridge-i Egyetem jégkorongcsapata volt.